# بغل کردن شانه‌به‌شانه

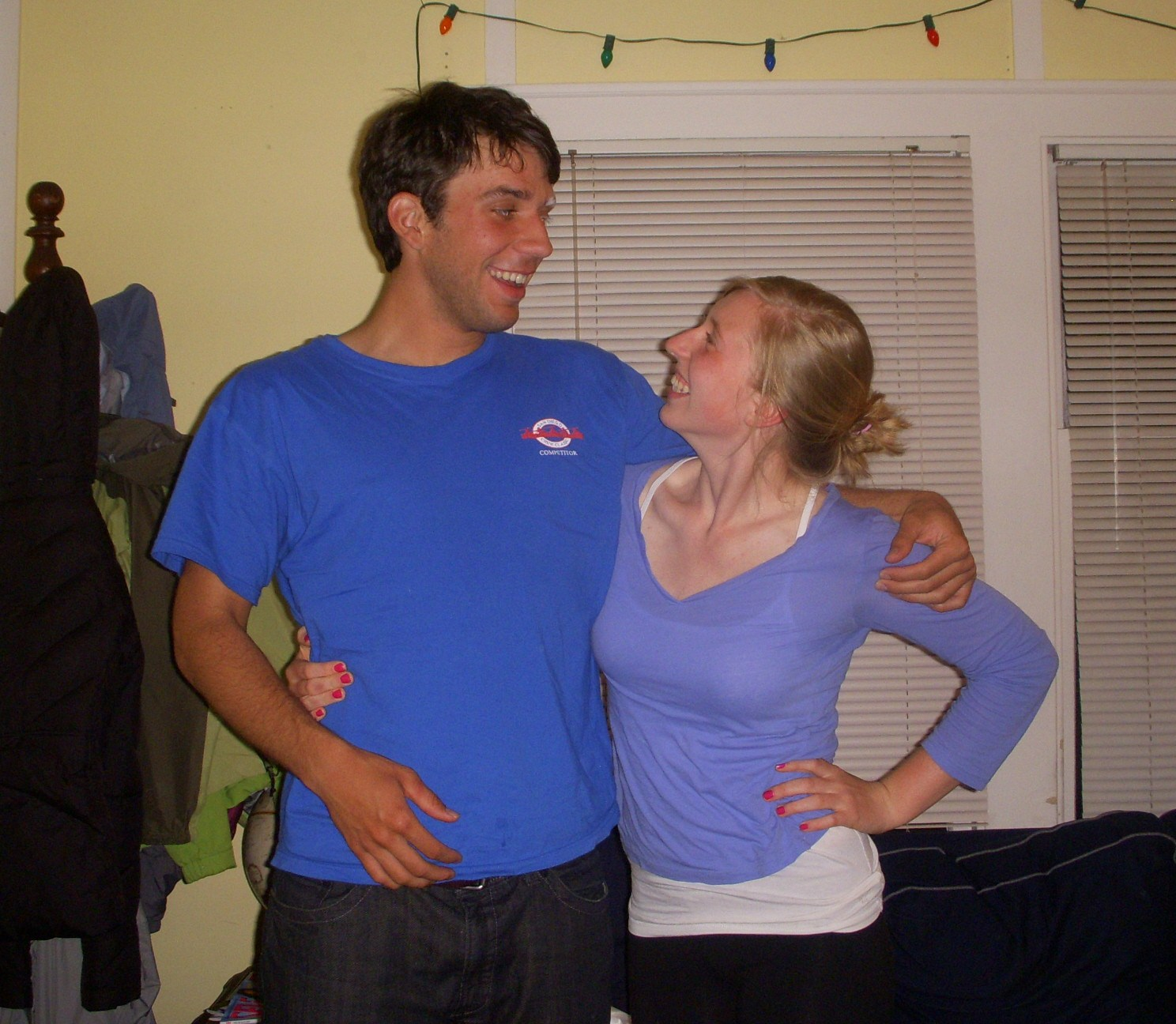
تصویری از بغل کردن شانه به شانه

بغل کردن شانه به شانه یا فشار از طرفین، در آغوش گرفتن جانبی، هنگام راه رفتن با یکدیگر یا ایستادن کنار یکدیگر است. دو نفر همان‌طور که به آهستگی کنار هم راه می‌روند، یا کنار هم ایستاده‌اند، دستانشان را دور کمر یا روی شانه‌های یکدیگر گذاشته و برای مدت کوتاهی هم دیگر را سخاوتمندانه فشار می‌دهند. این روش برای عکس گرفتن یا زمانی که افراد، در آغوش گرفتن ساده را بیش از حد صمیمی می‌دانند به کار می‌رود.